# Kathedrale von Lugo

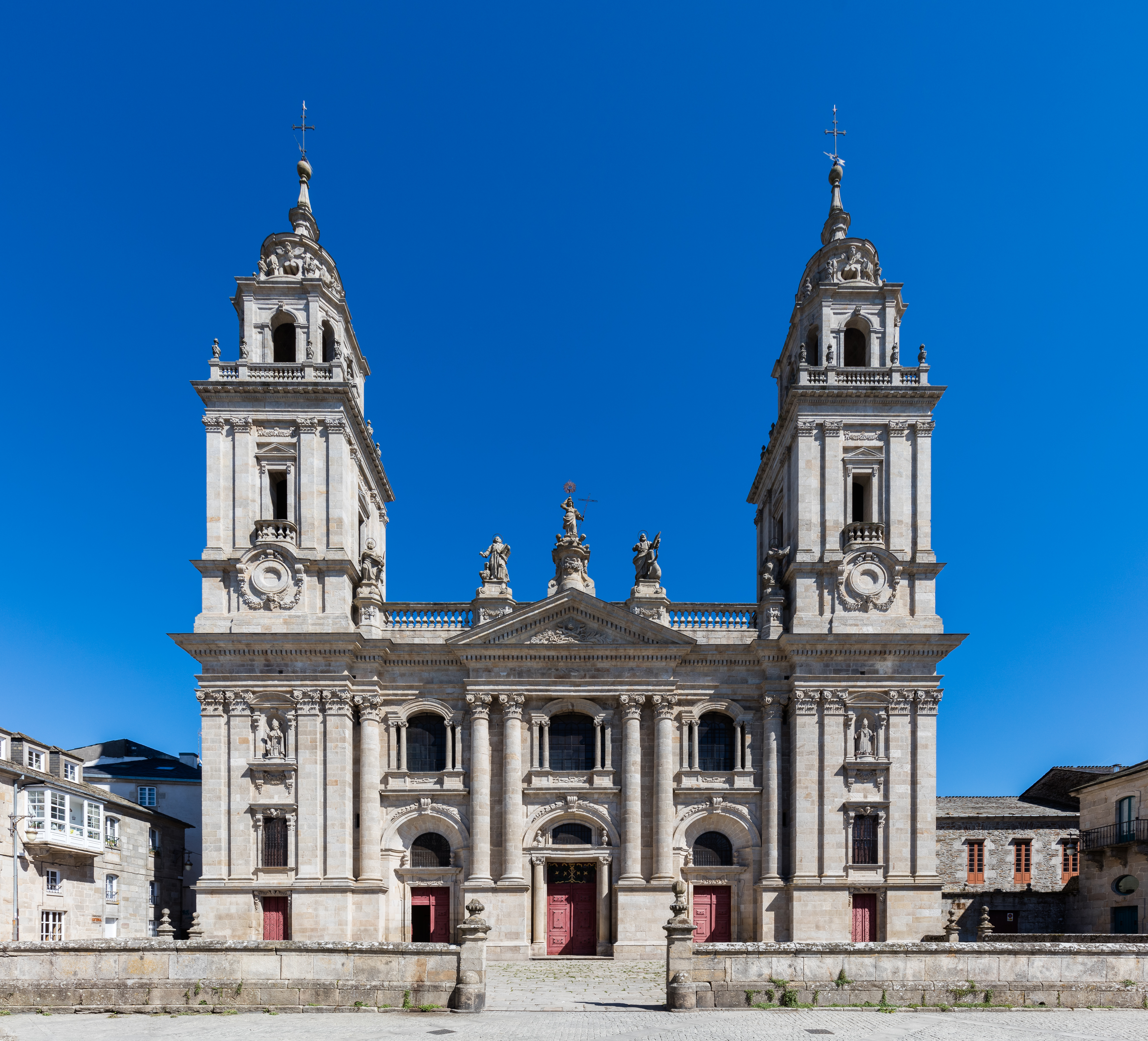
Hauptfassade der Kathedrale

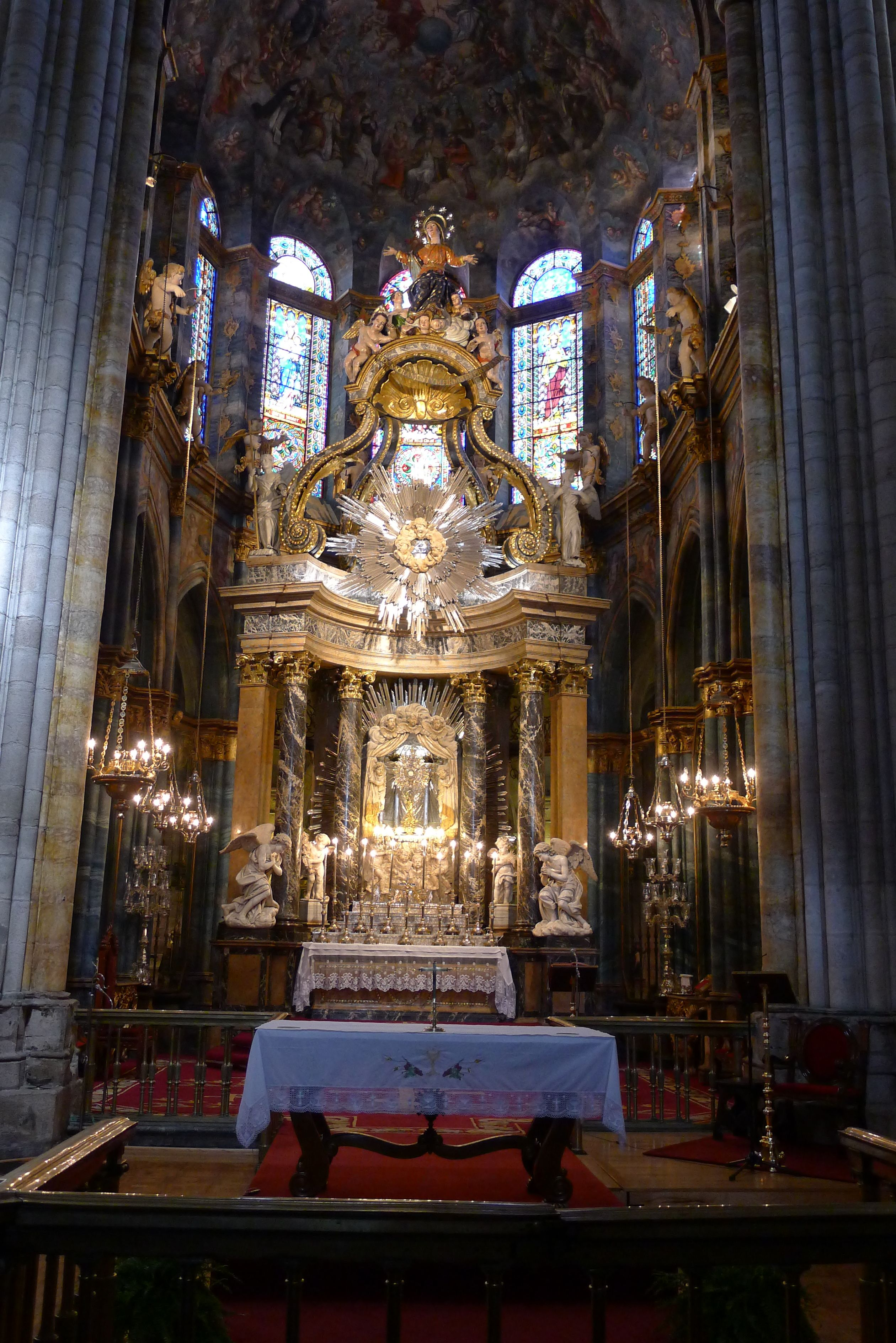
Innenraum der Kathedrale

Kathedrale von Lugo oder Marienkathedrale (spanisch Catedral de Santa María) ist eine römisch-katholische Kirche in Lugo in Galicien im Nordwesten Spaniens. Die Kathedrale des Bistums Lugo trägt zusätzlich den Titel einer Basilica minor und eines Kulturdenkmals. Die Kathedrale wurde im frühen 12. Jahrhundert im romanischen Stil errichtet und hat heute auch gotische, barocke und klassizistische Gebäudeelemente.

## Geschichte
Eine Vorgängerkirche existierte an der Stelle bereits 755. Im Jahre 1129 beauftragte Bischof Petro III. den lokalen Architekten Raimund mit einem Neubau im aktuellen Stil der Romanik, der 1273 fertiggestellt wurde.
Spätere Renovierungen und Restaurierungen fügten Elemente in anderen Stilen hinzu, wie zum Beispiel das Renaissanceretabel des Hochaltars, das aber beim Erdbeben von Lissabon 1755 zerstört wurde und nur in Teilen erhalten ist.
Die Kathedrale erhielt vom Papst das Privileg, das Heilige Sakrament dauerhaft zu zeigen. 1896 bekam die Kathedrale von Papst Leo XIII. den Titel einer Basilica minor verliehen. 1931 wurde die Kathedrale zum spanischen Kulturgut erklärt, bei der Erweiterung des Welterbes Jakobsweg wurde die Kathedrale 2015 als Station des Camino Primitivo aufgenommen.

## Architektur
Die Kathedrale wurde auf dem Grundriss eines lateinischen Kreuzes mit einer Länge von 85 Metern gebaut. Das Hauptschiff wird mit einem Tonnengewölbe überspannt und von zwei Gängen eingefasst und fünf Kapellen. Das Triforium weist dreifach spitzbogige Fenster auf. Die Apsis beherbergt eine Kalvariendarstellung.
Die Fassade ist ein Renaissanceentwurf von Julián Sánchez Bort, inspiriert von einem Entwurf von Ventura Rodríguez für die Kathedrale von Pamplona. Der Bau wurde Ende des 19. Jahrhunderts mit der Fertigstellung der beiden Seitentürme abgeschlossen.
Der Narthex des nördlichen Eingangs wurde in den Jahren 1510 bis 1530 im gotischen Stil errichtet. Die Decke wurde als Sterngewölbe ausgebildet und besteht aus drei Archivolten mit einem Sturz, der Christus Pantokrator zeigt, und einer Pinjante, die eine Darstellung des Letzten Abendmahls zeigt.
Auf der rechten Seite des Eingangs befindet sich der gotische Glockenturm, überragt von einem Renaissance-Dachgeschoss, das 1580 von Gaspar de Arce fertiggestellt wurde. Die Sakristei (1678) und der Kreuzgang (1714) sind im Barockstil gehalten wie die zentrale Kapelle des Triforiums (1726). Die Kapelle von St. Froilán ist im Renaissance-Stil aus dem 17. Jahrhundert. Bemerkenswert ist der Chor, der von Francisco de Moure Anfang des 17. Jahrhunderts erbaut wurde.